# Пасов, Николай Трофимович
Николай Трофимович Па́сов (10 декабря 1914, Мелеуз, Уфимская губерния — 8 июля 1975, Уфа) — заместитель командира 2-го стрелкового батальона по строевой части 229-го стрелкового ордена Суворова полка 8-й стрелковой дивизии 18-й армии 4-го Украинского фронта, старший лейтенант, Герой Советского Союза.

## Биография
Николай Трофимович Пасов родился 10 декабря 1914 года в посёлке Мелеуз (ныне город).
Русский. Член ВКП(б)/КПСС с 1944 года. Окончил школу и финансово-экономический институт. Был рабочим, затем агентом по заготовке и сплаву древесины в селе Kaгa Белорецкого района Башкирии.
Работал секретарём отдела здравоохранения исполкома Мелеузовского районного Совета депутатов трудящихся, счетоводом, бухгалтером мельничного комбината в столице Узбекской ССР городе Ташкенте, инспектором сектора народного хозяйства Западно-Казахстанского областного финансового отдела в городе Уральске, инспектором финансового отдела исполкома Ташкентского городского Совета депутатов трудящихся.
В Красную Армию призван в декабре 1940 года Сталинским райвоенкоматом города Ташкента Узбекской ССР. В 1942 году окончил Сухумское военное пехотное училище и курсы «Выстрел». На фронте в Великую Отечественную войну с 24 апреля 1944 года.
Лейтенант Николай Пасов отличился 26 июля 1944 года в бою у реки Прут.
После войны старший лейтенант Пасов Н. Т. — в запасе. Жил в городе Уфе. Работал инспектором отдела финансирования коммунального хозяйства Министерства финансов Башкирской АССР, заместителем заведующего центральной сберегательной кассой № 61 Кировского района города Уфы, заведующим центральной сберегательной кассой № 7046 Ждановского района города Уфы, старшим инспектором Управления сберегательных касс, заведующим центральной сберегательной кассой № 7045 Советского района города Уфы.
Скончался 8 июля 1975 года. Похоронен на Старо-Затонском кладбище Уфы.

## Подвиг
«Командир 7-й стрелковой роты 229-го стрелкового полка (8-я стрелковая дивизия, 18-я армия, 4-й Украинский фронт) лейтенант Николай Пасов умело подготовил и 26 июля 1944 года осуществил наступление на реке Прут: рота разгромила вражеский штаб и захватила много техники. На станции Лелятин была уничтожена большая группа велосипедистов противника».
Указом Президиума Верховного Совета СССР от 24 марта 1945 года за образцовое выполнение боевых заданий командования и проявленные при этом геройство и мужество лейтенанту Пасову Николаю Трофимовичу присвоено звание Героя Советского Союза с вручением ордена Ленина и медали «Золотая Звезда» (№ 610).

## Награды
- Медаль «Золотая Звезда» Героя Советского Союза (24.03.1945)[1][2].
- Орден Ленина (24.03.1945).
- Орден Богдана Хмельницкого 3-й степени (17.05.1945)[3].
- Орден Отечественной войны 1-й степени (05.12.1944)[4].
- Орден Отечественной войны 2-й степени (15.07.1944)[5].
- Медали.